# Особняк барона Штейнгеля
Особняк барона Штейнгеля — памятник градостроительства и архитектуры во Владикавказе, Северная Осетия. Выявленный объект культурного наследия России. Находится на территории парка имени Коста Хетагурова по адресу улица Горького, 4.
Здание построено в 1890-е годы по проекту инженера Терского областного архитектурного правления И. В. Рябикина по заказу управляющего городским водопроводом барона Ивана Рудольфовича Штейнгеля, сына промышленника, инженера путей сообщения барона Рудольфа Васильевича Штейнгеля, построившего железнодорожную линию «Ростов-на-Дону — Владикавказ».
До 1928 года в особняке проживали супруга Ивана Штейнгеля Анна Михайловна и его дочь Валентина. В довоенное время в здании проживал министр НКВД Северной Осетии Андрей Семёнович Зоделава. В 1940—1950-х годах в здании находился детский дом. В последующие годы в здании проживали руководители внутренних органов Северной Осетии.
В настоящее время в особняке барона Штейнгеля находится дирекция парка имени Коста Хетагурова.